# Loire 102
Die Loire 102 Bretagne ist ein französisches Langstrecken-Flugboot, das in den 1930er Jahren als Einzelstück für den zivilen Luftverkehr über den Südatlantik entwickelt wurde.

## Entwicklung
Die Loire 102 wurde speziell für die transatlantische Poststrecke zwischen Westafrika und Brasilien entworfen. Neben einem Frachtraum erhielt sie auch eine drei Meter langen Passagierkabine, in der bis zu vier Personen Platz fanden. Nach ihrem Erstflug am 12. Mai 1936 nahm das auf den Namen Bretagne getaufte und als F–AOVV zugelassene Flugboot den Dienst auf. Allerdings traten während der Flüge wiederholt Vibrationen auf, derer man durch Änderung des Leitwerks Herr zu werden versuchte. So wurde den auf die Höhenflosse aufgesetzten ursprünglich zwei Seitenflossen durch Verlängerung des Rumpfes eine kleinere Dritte mittig hinzugefügt. Schließlich wurde die Konstruktion des Leitwerks radikal geändert und das Flugboot erhielt eine großflächige, viereckige Seitenflosse mit durchgehendem Seitenruder und zwei kleineren Seitenendscheiben. Trotzdem konnte das Problem der auftretenden Vibrationen während der gesamten Betriebszeit nicht abgestellt werden und so wurde die Loire 102 bereits 1938 außer Dienst gestellt und verschrottet.

## Aufbau

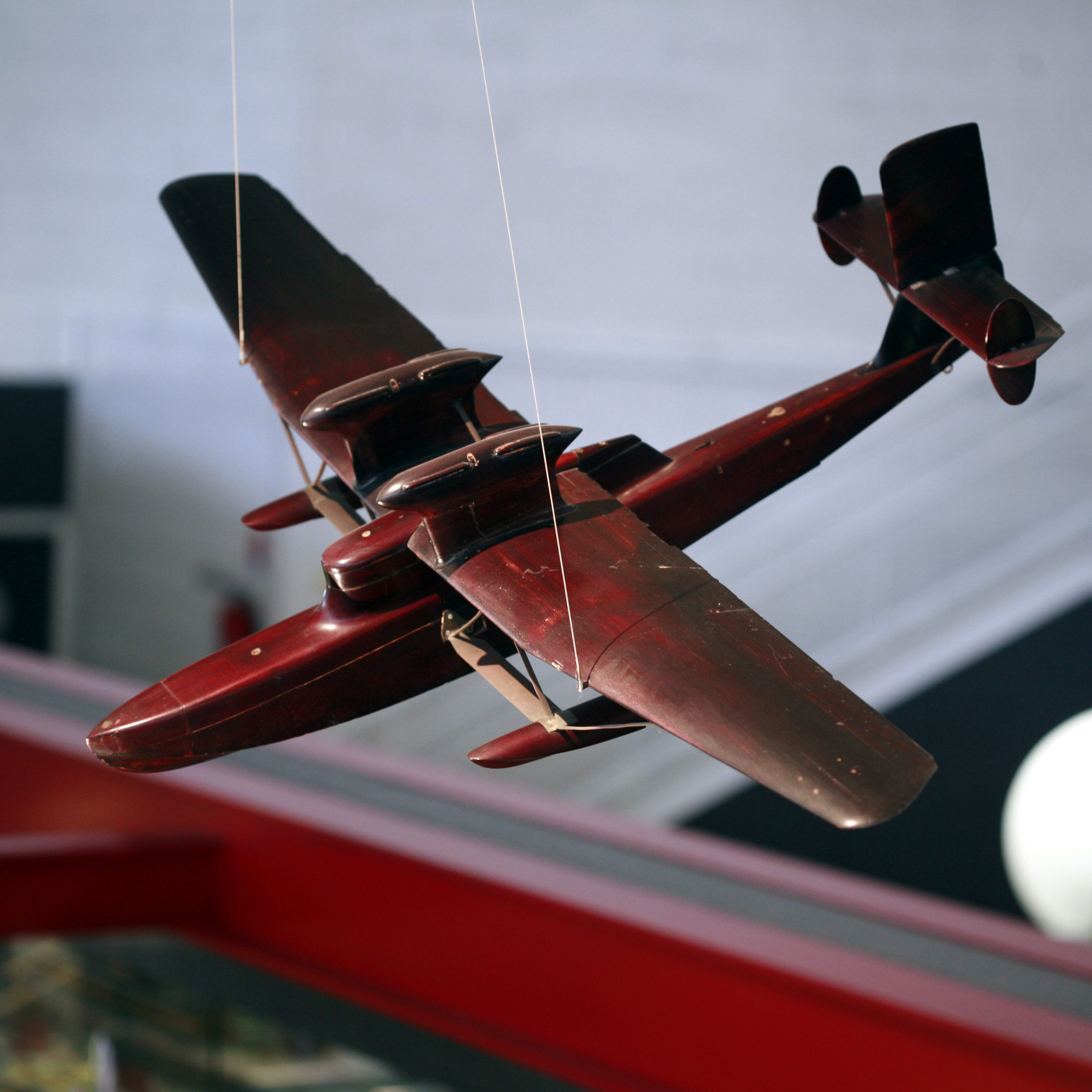
Windkanalmodell der Loire 102 mit der letzten Seitenleitwerkskonfiguration

Die Loire 102 ist ein verstrebter Schulterdecker in Metallbauweise.
RumpfDer zweistufige, gekielte Bootskörper besteht aus Védal- und Duralumin mit offenen Profilen und Blechverkleidung. Der Kiel ist aus einem Längsträger mit Querriegeln und Schottwänden gefertigt. Im Vorschiff befindet sich die Passagierkabine mit 3 m Länge, an die sich der Raum für die Besatzung anschließt. Dahinter befinden sich vier Kraftstoffbehälter mit insgesamt 2200 l Volumen sowie der Frachtraum.
TragwerkDer dreiteilige, abgestrebte Tragflügel wird aus einem Fachwerk aus Védalblech und Duralumin und zwei Hauptholmen gebildet. Das Flügelmittelstück besitzt eine Beplankung aus Blechen, die Außenflügel hingegen sind mit Stoff bespannt. Auf dem Flügel sind zwei stromlinienförmig ummantelte Stahlrohrgerüste aufgesetzt, die die beiden Gondeln mit den tandemartig angeordneten Motoren mit Luftschrauben in Zug- und Druckkonfiguration tragen. Der Großteil des Kraftstoffs wird in vier je 1800 l fassenden Flügelbehältern mitgeführt. Diese sind für den Notfall mit Schnellablässen ausgerüstet. Pro Seite besitzt die Loire 102 zwei I-Verstrebungen zum Rumpf hin.
LeitwerkWie das Tragwerk werden auch die Leitwerksflossen aus einem mit Stoff gespannten Védal- und Duraluminiumrahmen gebildet. Die Seitenflossen sind auf die ungeteilte, im Flug verstellbare Höhenflosse aufgesetzt, die, je nach Ausführung, mit V- oder I-Streben am Rumpf abgestützt ist.
SchwimmwerkUnter den Außenflügeln besitzt die Loire 102 je einen einstufigen Stützschwimmer aus Metall, der durch diagonale Verstrebungen am Unterflügel und waagerechte am Rumpf befestigt ist.

## Technische Daten
| Kenngröße             | Daten                                                                                 |
| --------------------- | ------------------------------------------------------------------------------------- |
| Besatzung             | 5                                                                                     |
| Passagiere            | 4                                                                                     |
| Länge                 | 23,00 m                                                                               |
| Spannweite            | 34,00 m                                                                               |
| Höhe                  | k. A.                                                                                 |
| Flügelfläche          | 125 m² + 12 m² tragende Streben                                                       |
| Flügelstreckung       | 9,3                                                                                   |
| Rüstmasse             | 9.600 kg                                                                              |
| Zuladung              | 8.500 kg                                                                              |
| Nutzlast              | 1.000 kg                                                                              |
| Startmasse            | 18.100 kg                                                                             |
| Flächenbelastung      | 132,0 kg/m²                                                                           |
| Leistungsbelastung    | 6,3 kg/PS                                                                             |
| Flächenleistung       | 21,0 PS/m²                                                                            |
| Antrieb               | vier wassergekühlte Zwölfzylinder-V-Motoren mit Dreiblatt-Zug- und Druckluftschrauben |
| Typ                   | Hispano-Suiza 12 Xbrs-1                                                               |
| Nennleistung          | je 720 PS (530 kW)                                                                    |
| Kraftstoffvolumen     | 9400 l                                                                                |
| Höchstgeschwindigkeit | 310 km/h in 3.000 m                                                                   |
| Reisegeschwindigkeit  | 250 km/h in 4.000 m                                                                   |
| Steiggeschwindigkeit  | 2,7 m/s                                                                               |
| Gipfelhöhe            | 6.000 m                                                                               |
| Reichweite            | 3250 km                                                                               |